# Buderaż (rejon zdołbunowski)
Buderaż (ukr. Будераж) – wieś w rejonie zdołbunowskim obwodu rówieńskiego.
Założona w 1322 roku. Prywatna wieś szlachecka, położona w województwie wołyńskim, w 1739 roku należała do klucza Międzyrzecz Lubomirskich. W II Rzeczypospolitej miejscowość była siedzibą gminy wiejskiej Buderaż w powiecie dubieńskim, a od 1 stycznia 1925 roku w nowo utworzonym powiecie zdołbunowskim województwa wołyńskiego. Wieś liczy 668 mieszkańców.